# Cristina Honsel
Cristina Honsel   (Dorsten, 7 de juliol de 1997) és una atleta alemanya especialitzada en salt d'alçada. Va representar el seu país al Campionat del Món d'atletisme de 2019 sense classificar-se per a la final. A principis d'aquell mateix any va guanyar una medalla de plata al Campionat d'Europa sub-23.
Els seus records personals són 1,92 metres a l'aire lliure (Gävle 2019) i 1,98 metres en interior (Leipzig 2023).